# Кейт Бланшетт
Кетрін Еліс Бланшетт (англ. Catherine Elise Blanchett; нар. 14 травня 1969 року, Мельбурн, Австралія) — австралійська кіно- та театральна акторка, продюсерка, театральна режисерка, учасниця міжнародних форумів. Дворазова лауреатка премії «Оскар» (2005, 2014), чотириразова — премій «Золотий глобус» (1999, 2008, 2014, 2023), і «BAFTA» (1999, 2005, 2014, 2023), і премії Гільдії кіноакторів США (2004, 2005, 2014).
Найбільш відома завдяки ролям у фільмах «Єлизавета» (1999, премії BAFTA та «Золотий глобус» за найкращу жіночу роль), «Авіатор» (2005, премії «Оскар» та BAFTA за найкращу жіночу роль другого плану), кінотрилогії «Володар Перснів» (2001—2003). За фільм «Жасмин» акторка здобула премію «Оскар», премію BAFTA та премію Гільдії кіноакторів США за найкращу жіночу роль.

## Життєпис
Народилася 14 травня 1969 року у передмісті Мельбурна у родині Роберта Девітта Бланшетта-молодшого та Джун Гамбл. Батько був родом з Техасу і служив морським офіцером, мати — вчителькою у школі Мельбурна. Одружившись, вони емігрували до Австралії, де Роберт зайнявся рекламним бізнесом. Коли Кейт було 10 років, він помер від серцевого нападу. Виховання Кейт, її старшого брата Боба (нині комп'ютерний інженер) та молодшої сестри Женев'єви (театральна костюмерка і дизайнерка) — лягло на плечі матері. В її родині є англійські, шотландські та французькі коріння.
Кейт відвідувала початкову школу Ivanhoe East Primary School у Мельбурні, потім — Ivanhoe Girls' Grammar School, далі вступила в Жіночий методистський коледж Мельбурна. В коледжі вперше виступає на сцені в кількох постановках шкільного театру, зокрема, в «Одіссеї» Реньона Джонса. Продовжила навчання в Мельбурнському університеті, вивчаючи мистецтво і економіку. Незабаром залишила університет і вирушила в подорожу Англією. Коли закінчився термін дії візи, практично без грошей вирушила до Єгипту, де пожилець готелю запропонував їй знятися в масовці у єгипетському фільмі про бокс. Погодившись через фінансову потребу, Кейт Бланшетт почала цією випадковою роллю плідний творчий шлях.
У 1997 році, беручи участь у п'єсі «Чайка», Бланшетт познайомилася зі сценаристом і редактором монтажу Ендрю Аптоном. 29 грудня, незадовго до початку зйомок «Єлизавети», одружилася з ним у Національному парку «Блакитні гори» в австралійському штаті Новий Південний Уельс. Спочатку жили в прибережному районі Сіднея, потім переїхали до Лондона, а пізніше повернулися до Австралії. У шлюбі народила трьох синів — Дешіела Джона (3 грудня 2001), Романа Роберта (23 квітня 2004), Ігнатіуса Мартіна (13 квітня 2008 року). Також має прийомну доньку Едіт Вівіан Патрісію.

## Кар'єра

### Театр
Повернувшись до Австралії, Бланшетт вступила до Національного інституту драматичного мистецтва Мельбурна. Протягом всього періоду навчання була однією з кращих студенток курсу і блискуче закінчила інститут у 1992 році.
Перші ж театральні роботи Бланшетт принесли захоплені відгуки критики. Після навчання вона взяла участь у постановці Сіднейської театральної компанії «Класні дівчата» за п'єсою англійського письменника Керіла Черчилля. Потім виконала роль Феліції Бауер у постановці «Кафкіанські танці». Критика високо оцінила її акторську майстерність у цій виставі, і в 1993 році Бланшетт отримала премію «Товариства театральних критиків Сіднея» за найкращий дебют. Далі вона працює у провокаційній постановці «Олеанна» про університетського професора (Джеффрі Раш), звинуваченого студенткою Керол у сексуальному переслідуванні. Роль принесла Бланшетт другу нагороду — найкраща нова театральна акторка 1993 року.

### Кіно

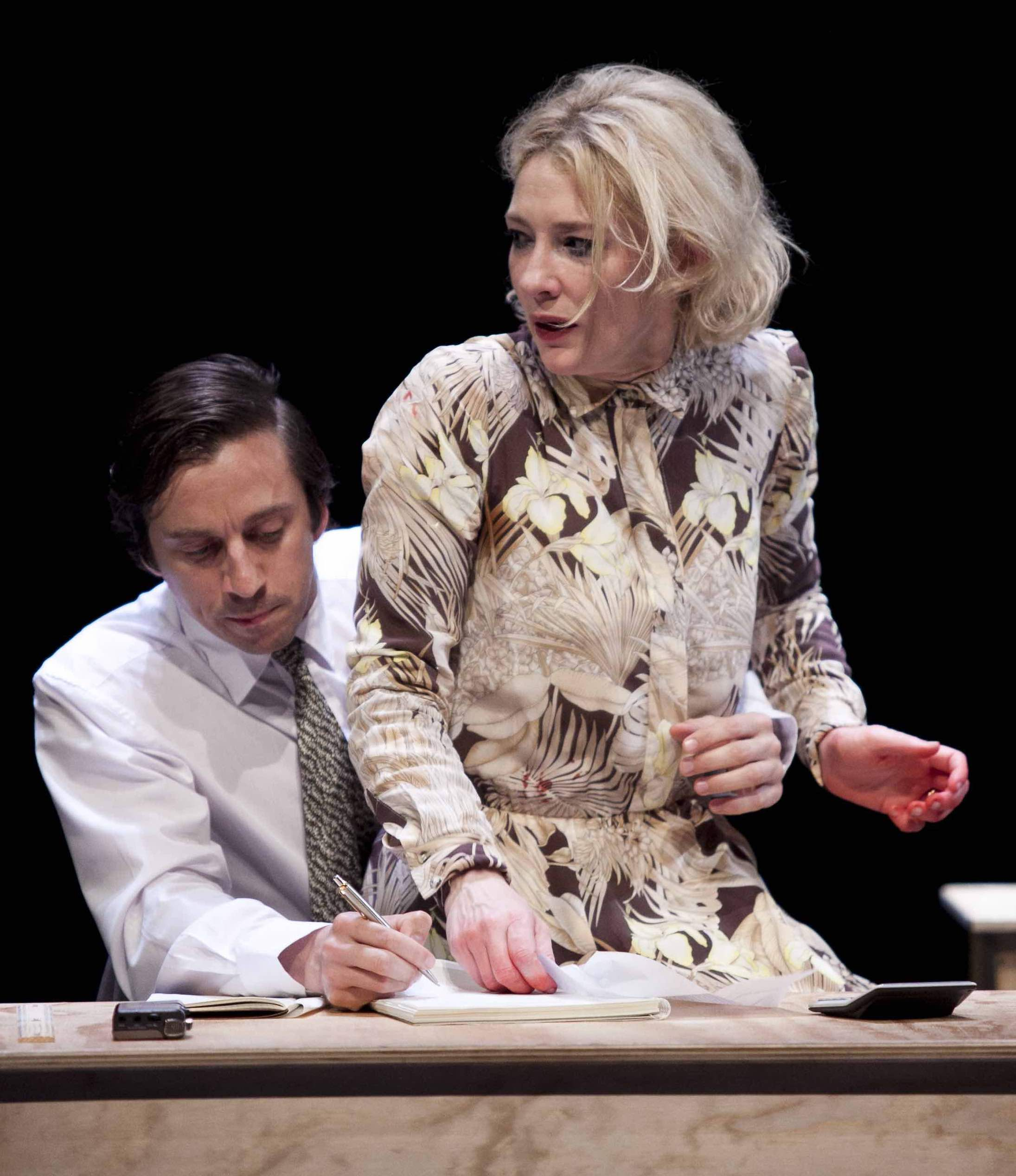
З Річардом Пайросом у виставі Big and Small, Théâtre de la Ville, Париж, 2012.

З успіхом граючи в театрі, Бланшетт тестує телебачення й кіно. Дебютувала на ТБ ще 1989 року епізодичною роллю в серіалі «Джі Пі» про роботу лікарні на околиці Сіднея. У 1993—1995 роках брала участь в кількох телефільмах і серіалах («Поліцейські сили», «Батьківщина», «Місто біля кордону»), не припиняючи грати в театрі. Від Джеффрі Раша, ще з інститутських часів захопленого її талантом, Бланшетт отримала роль Офелії в його постановці «Гамлета», і критика вчергове високо оцінили її гру. У 1995 році акторка з'явилася у трьох театральних проєктах — «Ніжна Феба», «Танець сліпого гіганта» і «Буря» за однойменною п'єсою Шекспіра, де виконала роль Міранди.
Першу помітну кінороль, протагоністки Рози, яка дізналася правду про корумповане минуле померлого батька, виконала у короткометражній драмі «Парклендс» (1996). Робота вимагала значної емоційної віддачі, але Бланшетт чудово впоралася і відтоді значною мірою переключилася на кіно. 1997 року вона з'явилась лише в одній театральній постановці, втіливши Ніну в «Чайці» за п'єсою Чехова, в той же час на екрани вийшло відразу три фільми за її участі. Роль медсестри Сьюзен Макарта у драмі «Дорога до раю» з Гленн Клоуз і Френсіс МакДорманд — фільмі про жінок під час Другої світової у японському концтаборі для військовополонених на острові Суматра.
Романтичну комедію «Слава богу, він зустрів Ліззі» австралійська критика назвала найпікантнішим і найдотепнішим фільмом року. Роль Ліззі принесла Бланшетт перші кінонагороди — премію  Австралійського інституту кіно і премію Товариства кінокритиків Австралії (обидві — за найкращу жіночу роль другого плану).
Третім фільмом 1997 року для Бланшетт стала історична мелодрама «Оскар і Люсінда» за однойменним романом Пітера Кері (Букерівська премія 1988 року). Продюсери спочатку чинили опір наміру режисера  Джилліан Армстронг запросити на головну жіночу роль Бланшетт — на той момент вона була популярна лише в Австралії і невідома у США та інших країнах, — але поступилися, побачивши попередні роботи Бланшетт у кіно. Бланшетт блискуче втілила багату спадкоємицю Люсінду Лепластріер, що на шляху до Австралії зустрічає за картярським столом бідного священика Оскара Гопкінса (Рейф Файнс) і пропонує йому непросте парі. Хоча фільм не був розрахований на широку авдиторію і не мав великих зборів (бюджет 12 млн доларів, прибуток 2 млн) — перша головна роль Бланшет у повному метрі була позитивно оцінена критикою, а образ Люсінди — яскравим і переконливим. Бланшетт була також номінована як найкраща акторка на премію Товариства кінокритиків Австралії.
1998 року Кейт Бланшетт втілила королеву Англії Єлизавету I в історичній драмі індійського режисера Шекхара Капура «Єлизавета». Цією роботою Кейт Бланшетт здобула світове визнання. Вона була номінована на «Оскар» та премію Гільдії кіноакторів США, завоювала нагороди «Золотий глобус» і BAFTA. Преса також захоплено відгукнулася про її гру.

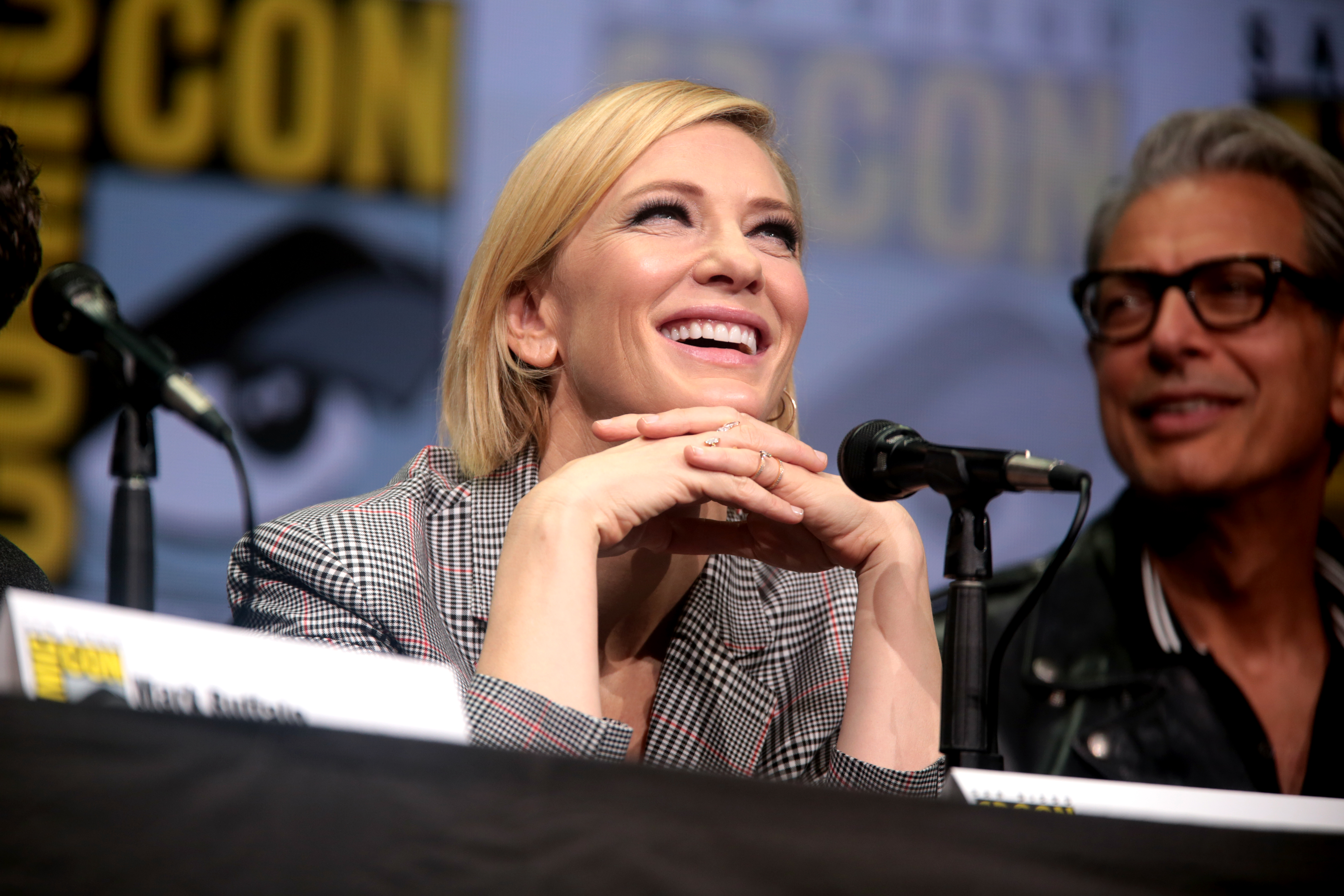
Виступ на San Diego Comic Con International про фільм «Тор: Раґнарок», 2017

1999 року Бланшетт поєднувала гру на сцені зі зйомками в кіно. Вона була задіяна у двох театральних проєктах у Лондоні — спектаклі «Достаток» та постановці театру Олд-Вік «Монологи вагіни» (з Кейт Вінслет, Джуліанн Мур, Мелані Гриффіт та Джилліан Андерсон). Також на екрани вийшло чотири фільми за її участю — короткометражна картина «Історії загублених душ», мелодрама «Ідеальний чоловік» за п'єсою Вайльда, комедія «Керуючи польотами» та психологічний трилер «Талановитий містер Ріплі» за однойменним романом Патриції Гайсміт. За роботу у «Талановитому містері Ріплі» Бланшетт номінована на премію BAFTA як найкраща акторка другого плану.
1999 року журнал People включив Бланшетт у список 50-ти найвродливіших людей світу.
2000 року Бланшетт з'явилась у двох картинах: драмі Саллі Поттер «Чоловік, що плакав» та трилері Сема Реймі «Дар».
Так, лише через два роки після стрічки «Єлизавета», Бланшетт стала одною з найпопулярніших акторок Голлівуду. Через напружений графік зйомок їй довелося, однак, надовго покинути театр.
2001 року знялася з Брюсом Віллісом і Біллі Бобом Торнтоном у кримінальній комедії Баррі Левінсона «Бандити». Далі взяла участь у кінотрилогії Пітера Джексона «Володар Перснів» за романом Дж. Р. Р. Толкіна в ролі Галадрієль.

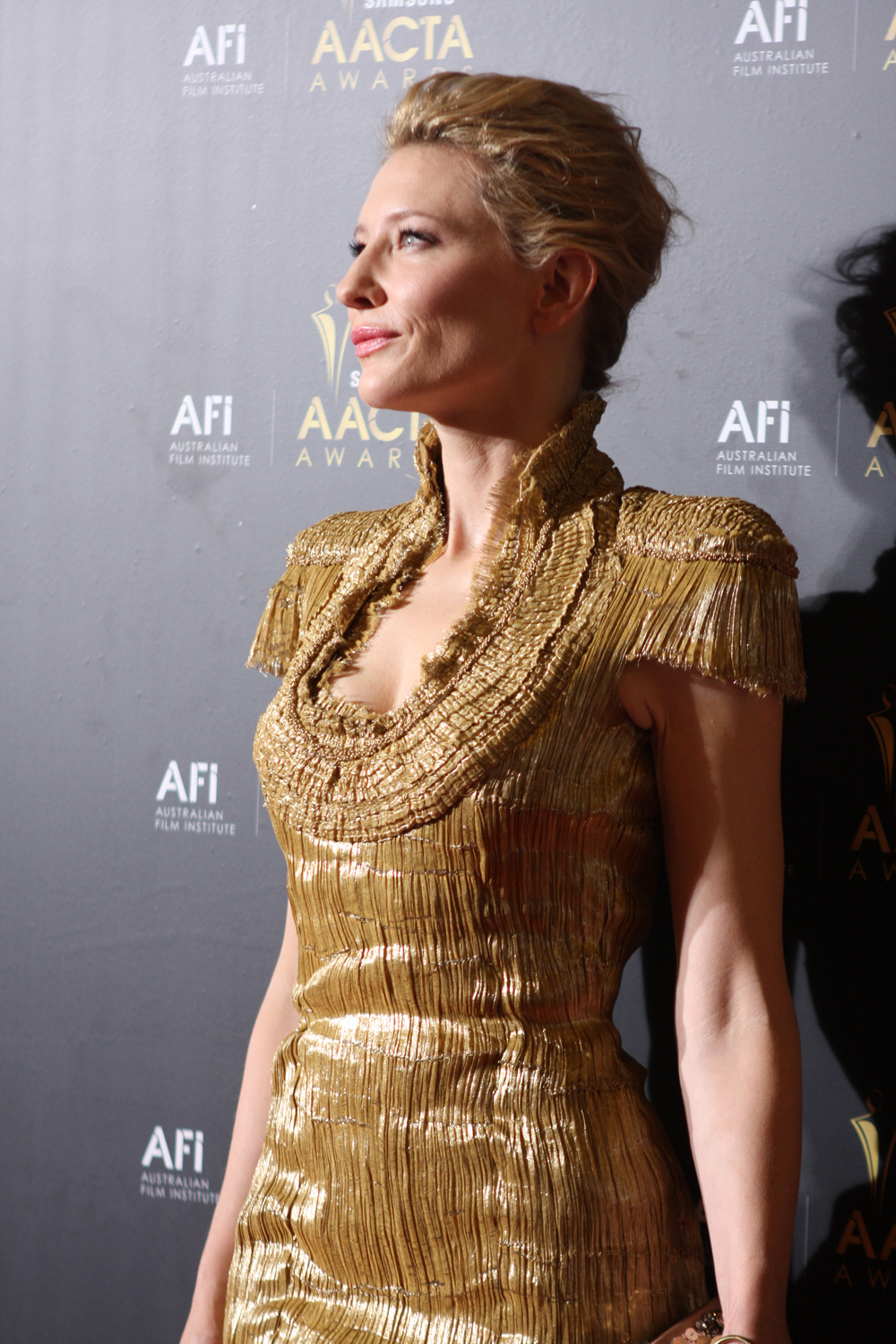
AACTA Awards, Сідней, 2012

У 2001 році Бланшетт знялася в двох картинах — військовій драмі «Шарлотта Грей» (екранізації бестселера Себастьяна Фолкса) та мелодрамі «Корабельні новини». Обидва фільми не мали успіху.
2002 року Бланшетт прийняла пропозицію режисера Тома Тиквера знятися в його новій картині «Рай» за сценарієм Кшиштофа Кесльовського за «Божественною комедією» Данте. Фільм увійшов у конкурсну програму Берлінського кінофестивалю, завоював кілька престижних кінонагород у Німеччині, але не окупився в прокаті.
2003 року Бланшетт зіграла в кримінальній драмі Джоеля Шумахера «Вероніка Герін».. Гру Бланшетт критика визнала бездоганною і майстерною. Того ж року Бланшетт з'явилась в одному з епізодів чорно-білого кіноальманаху Джима Джармуша «Кава та сигарети». Далі зіграла з Томмі Лі Джонсом у драматичному вестерні Рона Говарда «Останній рейд».
2004 року Бланшетт виконала другорядну роль в ексцентричній комедії «Водне життя зі Стівом Зіссу», а потім узяла участь у біографічній драмі Мартіна Скорсезе «Авіатор» про мільйонера Говарда Г'юза. Роль Кетрін Гепберн у цій стрічці принесла Бланшетт приголомшливий успіх. За найкращу жіночу роль другого плану вона була удостоєна премії «Оскар», отримала нагороди Британської кіноакадемії та Гільдії кіноакторів, була номінована на ряд престижних кінонагород, зокрема на «Золотий глобус». Також 2004 року Бланшетт після п'ятирічної перерви з'явилася на сцені театру, виконавши головну роль у постановці «Гедда Габлер» за однойменним твором норвезького драматурга Генріка Ібсена.
2005 року Бланшетт зробила паузу і взяла участь у єдиній австралійській стрічці — кримінальному трилері «Маленька рибка» з Г'юго Вівінгом. За цю роль вона отримала премію Австралійського інституту кіно.

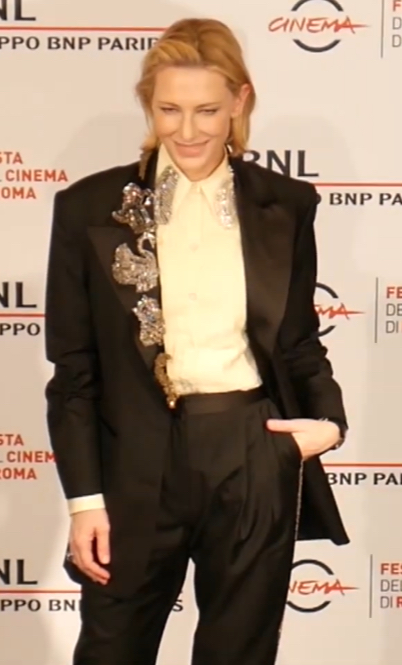
На La Festa del Cinema di Roma, 2018

У травні 2006 року на Каннському кінофестивалі було представлено нову стрічку за участю Кейт Бланшетт — драму Алехандро Гонсалеса Іньярріту «Вавилон». Фільм високо оцінила критика. Він отримав премію фестивалю за найкращу режисуру. Крім того, Бланшетт знялася в романтичному трилері «Добрий німець» Стівена Содерберга про післявоєнний Берлін, та драмі «Записки про скандал». За роль у останньому була номінована на «Золотий глобус».
2007 року Бланшетт знову знялася у Шекхара Капура в фільмі «Золотий вік» — історичній драмі про королеву Англії Єлизаветі I.
2007 року на Венеційському кінофестивалі картина Тодда Гейнса «Мене там немає» отримала спеціальний приз журі, а Кейт Бланшетт, яка втілила там одну з семи іпостасей співака Боба Ділана, була названа найкращою акторкою. А 2008 року Бланшетт виграла ще й черговий «Золотий глобус» в номінації Найкраща акторка другого плану за цю роль і була номінована на «Оскар» в аналогічній категорії.
2008 року вийшов фільм Стівена Спілберга «Індіана Джонс та Королівство Кришталевого Черепа», Бланшетт зіграла радянську агентку Ірину Спалько.
У тому ж 2008 році Кейт Бланшетт з Бредом Піттом з'явилася в кінокартині Девіда Фінчера «Загадкова історія Бенджаміна Баттона» за оповіданням Френсіса Скотта Фіцджеральда. Критика відзначала дещо неприродну гру Бланшетт на початку фільму, але загалом вона отримала схвальні відгуки. За цю роль 2009 року вона була номінована як найкраща акторка на премію «Сатурн» та «Broadcast Film Critics Association Awards».
5 грудня 2008 року Кейт Бланшетт отримала Зірку на Голлівудській алеї слави.
2009 року в американський прокат вийшло японське аніме «Поньо на скелі», де Бланшет озвучила англійською Морську богиню, матір Поньо.
У тому ж році в Австралії з'явилися марки із зображенням чотирьох відомих австралійців, лауреатів премії «Оскар» — Ніколь Кідман, Джеффрі Раша, Рассела Кроу та Кейт Бланшетт.
У 2010 році Бланшетт з'явилася у фільмі Рідлі Скотта «Робін Гуд», знятий за мотивами легенд про Робін Гуда з Расселом Кроу у головній ролі. Кейт Бланшетт зіграла Леді Меріон, подругу Робін Гуда. За свою роль акторка отримала високу оцінку критики: «Втілюючи образ леді Меріон, акторка привносить у фільм м'якість, як би нівелюючи загальну естетичну брутальність», «Кейт грає цю роль хитромудро і з великою гідністю».
У 2011 році Бланшетт взяла участь у зйомках трилеру «Ханна. Ідеальна зброя», де вона втілила агентку ЦРУ, яка полює за юною дівчиною-кілером (Сірша Ронан) та її батьком (Ерік Бана). Наступного року акторка повторила роль Галадріель у фентезі «Хоббіт: Несподівана подорож» Пітера Джексона.
Бланшетт вперше працювала з режисером Вуді Алленом — вона знялася в одному з його небагатьох драматичних фільмів «Жасмин», що вийшов у широкий прокат 2013 року. Акторка виконала роль жінки, яка одного дня втратила все — будинок, гроші та багатого чоловіка-бізнесмена, у зв'язку з чим була змушена переїхати жити до своєї молодшої сестри. Для створення образу істерички, що захоплюється алкоголем, Бланшетт «насолоджувалася прекрасним вином» і спостерігала за жінками, що потрапили в схожі ситуації. Критики прийняли фільм вкрай тепло, а роль акторки вважали однією з найсильніших і найкращих у її кар'єрі. Бланшетт була удостоєна низки нагород, у тому числі «Оскара», «Золотого глобуса», BAFTA та премії Гільдії кіноакторів США. Статуетку BAFTA акторка присвятила пам'яті свого близького друга Філіпа Сеймура Гоффмана, який раптово помер у лютому 2014 року.
Восени 2013 року Бланшетт приступила до зйомок у фільмі Кеннета Брани «Попелюшка», ремейку мультфільму Disney. Акторці дісталася роль холодної та жорстокої мачухи Попелюшки, леді Тремейн. «Попелюшка» вийшла у прокат у березні 2015 року, мала критичний та касовий успіх, а гра Бланшетт традиційно отримала похвалу від багатьох кінокритиків.

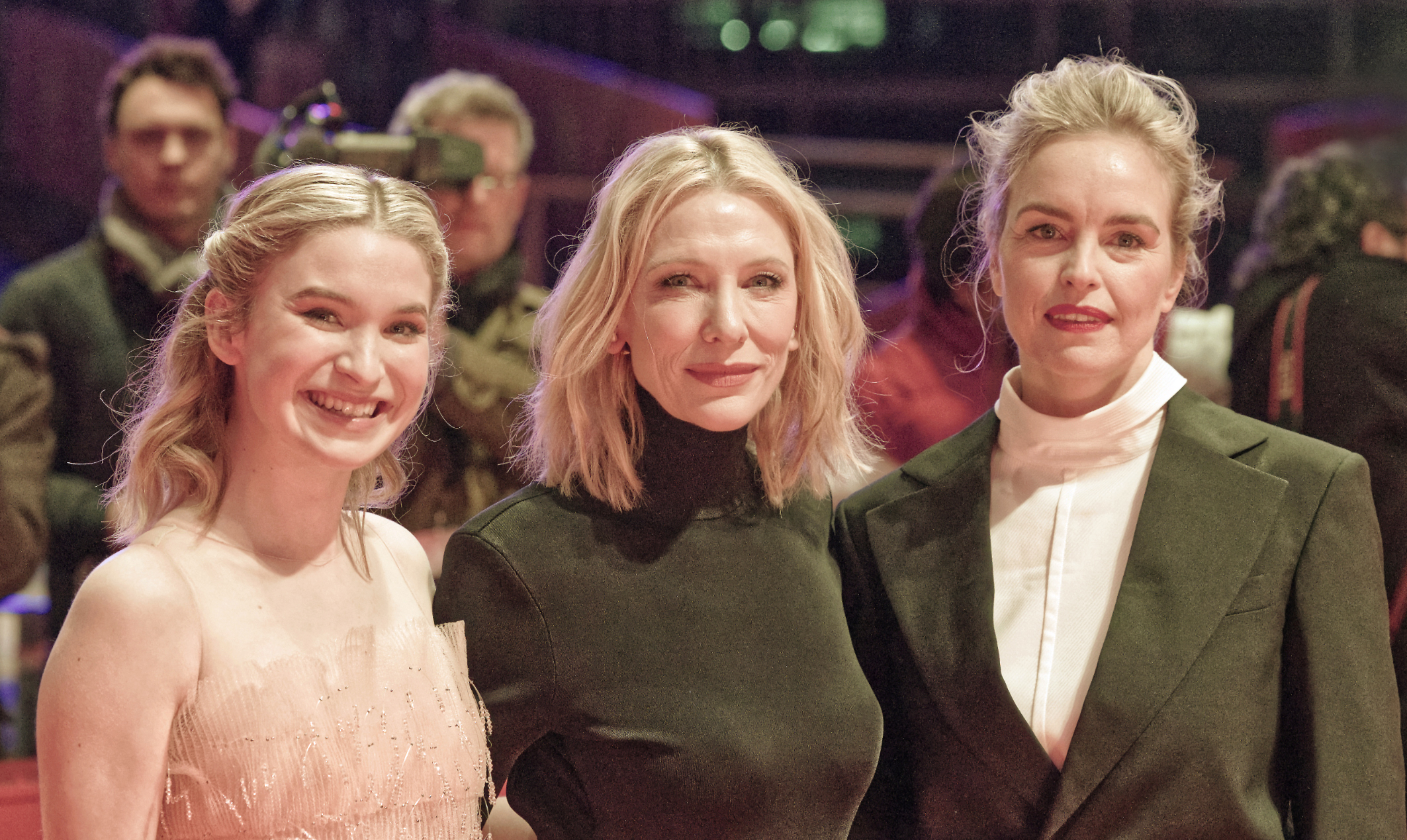
З Софі Кавер та Ніною Госс на Берлінале 2023

У 2015 році акторка взяла участь у роботі над романтичною драмою «Керол», де її партнеркою стала Руні Мара. У фільмі йдеться про 20-річну дівчину, яка працює клерком у магазині і закохується в немолоду одружену жінку. Прем'єра фільму відбулася на Каннському кінофестивалі, де він отримав нагороди за найкращу жіночу роль і Queer Palm, а самій картині було влаштовано овації. За свою роль акторка отримала чергові номінації на премії «Оскар», «Золотий глобус», BAFTA та Гільдії кіноакторів США.
У 2017 році вийшов фільм «Тор: Раґнарок», у якому Бланшетт зіграла негативну героїню Хелу, богиню смерті. Для підготовки до ролі Бланшетт працювала з каскадеркою Зої Белл, яка вчила акторку виконувати рухи капоейри. Наступного року акторка з'явилася одразу у трьох картинах: «Вісім подруг Оушена», «Будинок з годинником у стінах» та «Книга джунглів: Початок». У спін-офі фільму «Одинадцять друзів Оушена» Бланшетт зіграла найкращу подругу героїні Сандри Буллок. У фентезі «Будинок з годинником у стінах», заснованому на однойменному романі Джона Беллерса, Бланшетт виконала роль чаклунки та, за сумісництвом, сусідки персонажа Джека Блека. У пригодницькій драмі Енді Серкіса «Книга джунглів: Початок» Бланшетт озвучила жіночу версію пітона Каа.
У лютому 2019 року на екрани вийшов анімаційний фільм DreamWorks «Як приборкати дракона 3», в якій Бланшетт знову озвучила Валку, мати Ікінга. Цього ж року акторка з'явилася в трагікомедії «Де ти поділась, Бернадетт?», заснованій на однойменному романі-бестселлері Марії Семпл. Бланшетт заздалегідь прочитала роман і виявила бажання зіграти героїню на ранній стадії роботи над фільмом. До початку зйомок акторка особисто зустрічалася з Семпл, щоб дізнатися історію створення героїні. Саме Бланшетт належала ідея носіння Бернадетт темних окулярів у фільмі, які письменниця подарувала акторці під час зустрічі. За роль у фільмі акторка номінувалася на «Золотий глобус».
2021 року Бланшетт знялася в екранізації роману «Алея жаху», за яку вона отримала номінацію на премію Гільдії кіноакторів США. Акторка також з'явилася у сатиричному фільмі «Не дивися вгору». Обидві кінострічки висувалися на премію «Оскар» за найкращий фільм, що дозволило Бланшетт побити рекорд Олівії де Хевілленд із найбільшою кількістю ролей (9) у кінокартинах, номінованих на нагороду в головній категорії.
2022 року вийшла нова робота за участю акторки — драматичний фільм «Тар» режисера Тодда Філда. Її втілення диригентки Лідії Тар отримало чергове визнання критиків. За фільм вона була удостоєна нових статуеток «Золотого глобуса» та BAFTA, а також другого Кубка Вольпі за найкращу жіночу роль на Венеційському кінофестивалі. Бланшетт у восьмий раз у кар'єрі висувалась на «Оскар», ставши четвертою акторкою за кількістю номінацій на нагороду. Девід Руні The Hollywood Reporter писав, що акторка демонструє «вражаючу гру — сувору, владно холоднокровну і дуже повільно розколювану під тиском», і додав, що це «знаменує собою ще один пік кар'єри Бланшетт, який багато хто, ймовірно, вважатиме найбільшим». Цього ж року вона возз'єдналася з Гільєрмо дель Торо, озвучивши одну з ролей у мультфільмі «Піноккіо».

## Визнання та репутація
Кейт Бланшетт вважається критиками однією з найкращих та різнобічних акторок свого покоління. Вона відома своєю здатністю грати персонажів з різних верств суспільства, а також широким вибором проектів: від малобюджетних незалежних фільмів до гучних блокбастерів. Критики в роботах акторки виділяли її вміння імітувати різноманітні акценти, включаючи англійську, ірландську, французьку та американську. В опитуванні читачів журналу Empire, проведеному в 2022 році, Бланшетт була визнана однією з 50 найбільших акторів та акторок усіх часів.
Редактори Vulture Уілл Лейтч і Тім Грірсон, описуючи Бланшетт як акторку, відзначали її майстерність «поєднувати товариськість і непримітність: вона завжди є цілком присутньою і в той же час перебуває поза досяжністю. Вона завжди була сміливою, безкомпромісною і постійно, непохитно самою собою». У 2019 році акторська робота Бланшетт у фільмі «Керол» посіла друге місце у списку найкращих кіновтілень десятиліття за версією журналу IndieWire. Крістіан Зілко, рецензуючи її гру у фільмі, писав: «Найбільше виконання в кар'єрі, де майже кожна роль відчувається як закономірний кандидат, погляд Кейт Бланшетт на Керол Ейрд — справжня симфонія репресивної безмовності».
Акторка також згадується у списках найстильніших жінок світу. У 2004 році провідні редактори журналів, візажисти, модельні агенції та фотографи назвали Кейт Бланшетт третьою найкрасивішою жінкою всіх часів після Одрі Хепберн та Лів Тайлер. У 2007 та 2013 роках вона увійшла до чарту «100 найсексуальніших кінозірок усіх часів» за версією журналу Empire. У 2022 році акторку було включено до списку журналу The Hollywood Reporter «100 жінок в індустрії розваг». У 2023 Бланшетт була названа в числі «Жінок року» за версією Time і з'явилася на обкладинці видання.

## Особисте життя
З 29 грудня 1997 року Бланшетт одружена з сценаристом і редактором монтажу Ендрю Аптоном, з яким зустрічалася рік після їхнього знайомства на зйомках телесеріалу в Австралії. Вони одружилися незадовго до того, як акторка приступила до зйомок в Єлизаветі. Весілля відбулося у національному парку «Блу-Маунтінс» в австралійському штаті Новий Південний Уельс. Спочатку подружжя жило в прибережному районі Сіднея, потім переїхало до Лондона, а потім повернулося до Австралії. У подружжя троє рідних дітей: сини Дешіл Джон Аптон (нар. 3 грудня 2001), Роман Роберт Аптон (нар. 23 квітня 2004) та Ігнатіус Мартін Аптон (нар. 13 квітня 2008). У березні 2015 року пара удочерила дівчинку Едіт Вівіан Патрішу Аптон. Акторка заявляла, що вона та її чоловік хотіли всиновити дитину після народження першого сина.

## Підтримка України
У 2022 році Бланшетт створила фільм Ukraine: Life Under Attack" («Україна: Життя під ударом»). у співавторстві з екс-редактором британського телеканалу Channel 4 News Бенджаміном де Піром. Фільм розповідає історію битви за Харків очима мирних жителів і працівників ДСНС.

## Фільмографія

### Фільми

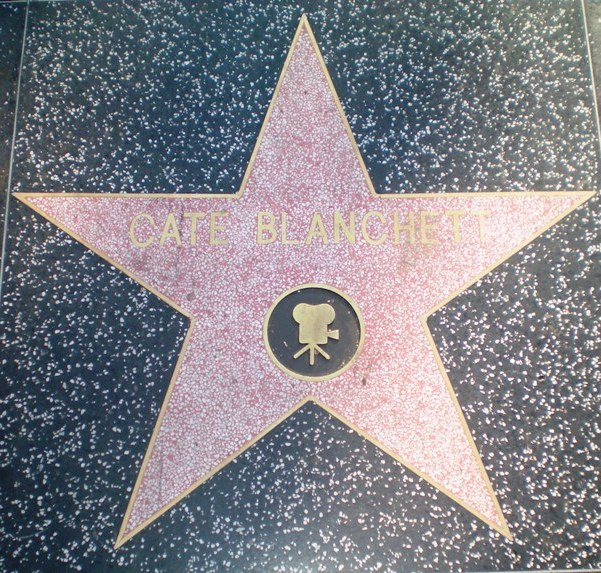
Зірка Кейт Бланшетт на Голлівудській алеї слави

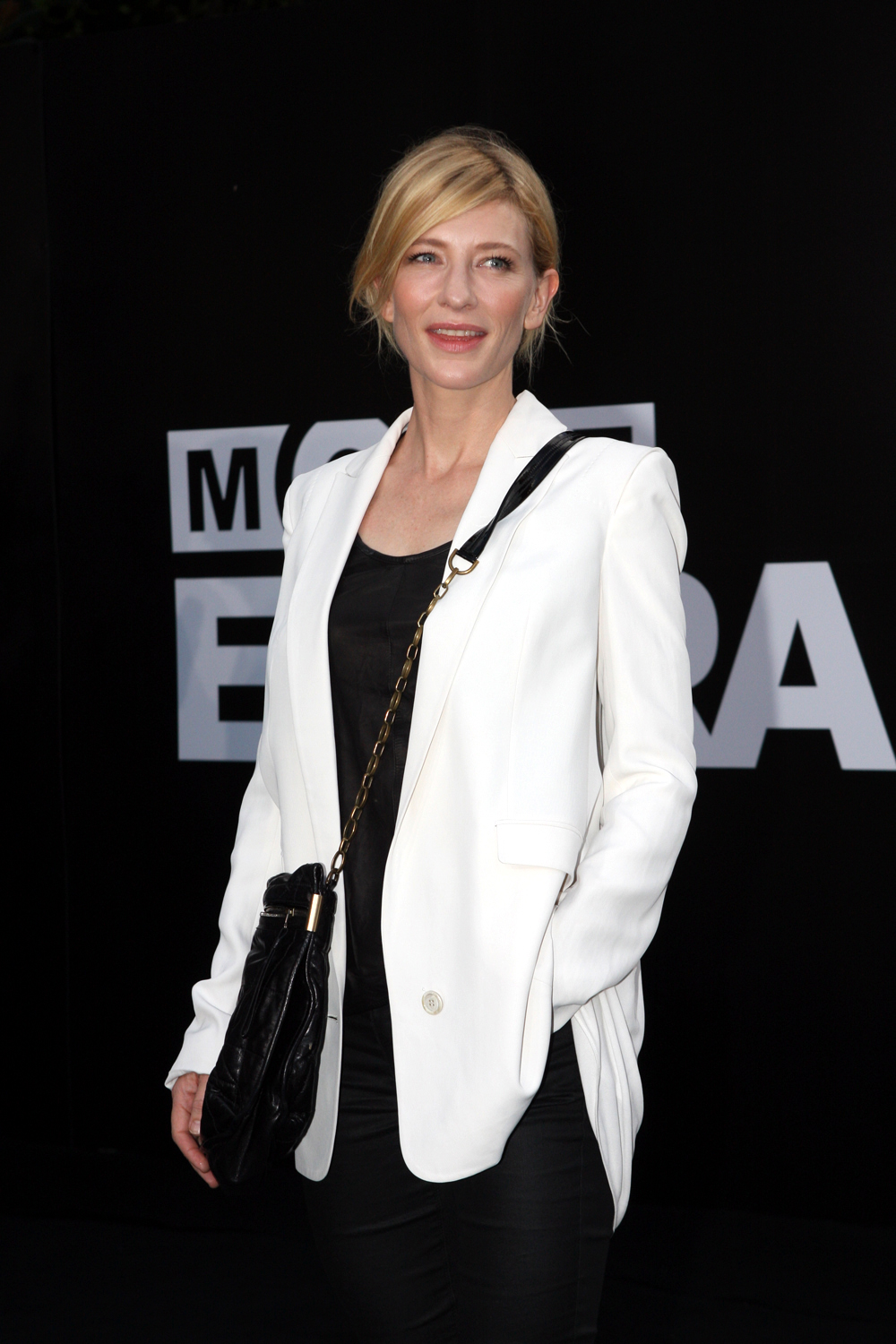
На Tropfest Opens у Сіднеї, 2012

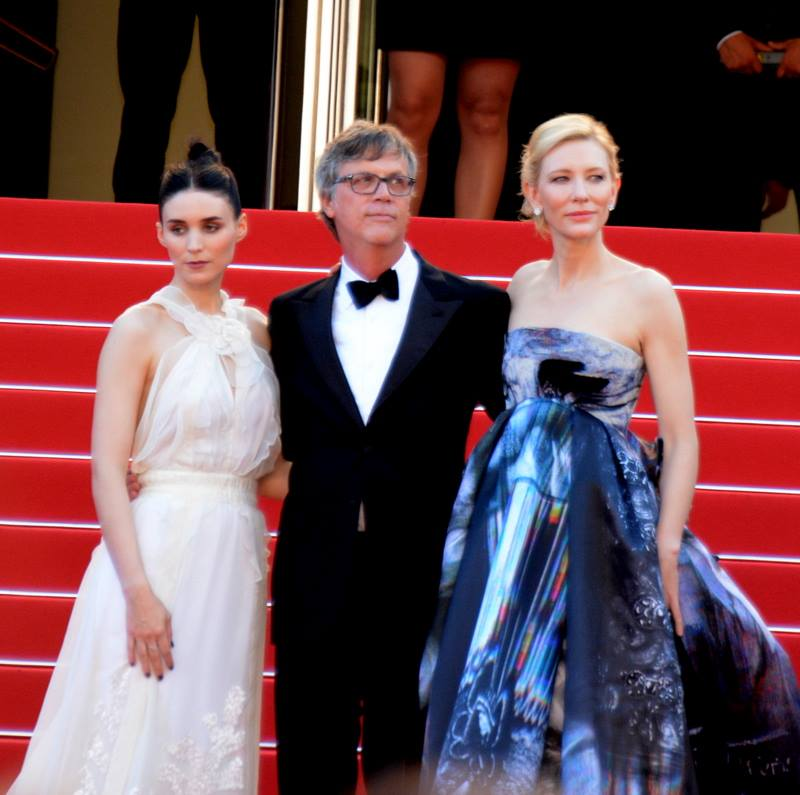
Презентація фільму Керол, Каннський кінофестиваль 2015

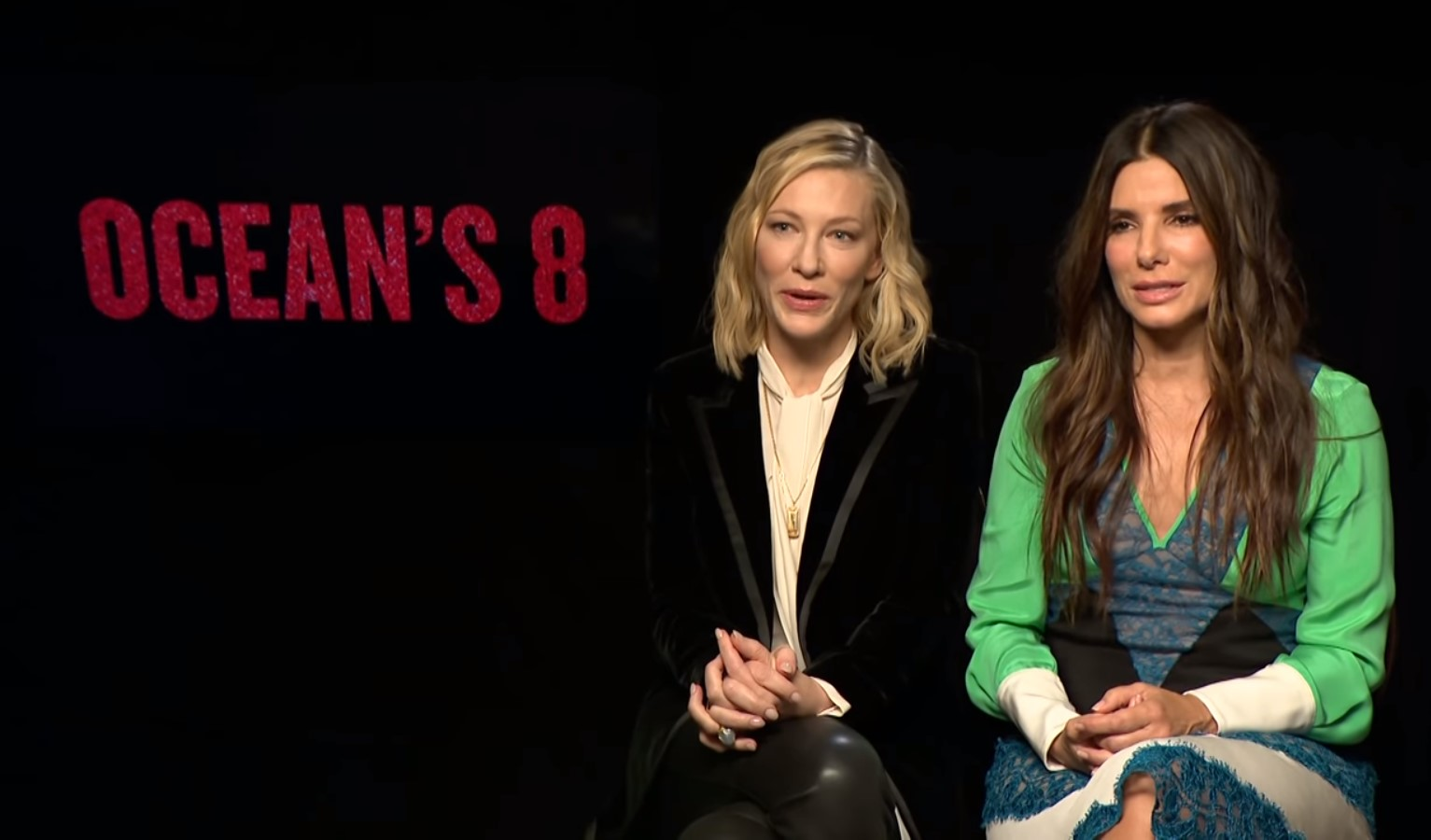
З партнеркою по фільму Вісім подруг Оушена Сандрою Буллок на події, присвяченій картині, 2018

| Рік  |     | Українська назва                                | Оригінальна назва                                  | Роль                          |
| ---- | --- | ----------------------------------------------- | -------------------------------------------------- | ----------------------------- |
| 1994 | ф   | Гартленд                                        | Heartland                                          | Елізабет Ештон                |
| 1994 | ф   | Джи Пі                                          | G. P.                                              | Джені Морріс                  |
| 1996 | ф   | Parklands                                       | Parklands                                          | Розі                          |
| 1997 | ф   | Дорога в рай                                    | Paradise Road                                      | Сьюзен Макарті                |
| 1997 | ф   | Слава богу, він зустрів Ліззі                   | Thank God He Met Lizzie                            | Ліззі                         |
| 1997 | ф   | Оскар і Люсінда                                 | Oscar and Lucinda                                  | Люсінда                       |
| 1998 | ф   | Єлизавета                                       | Elizabeth                                          | Єлизавета I                   |
| 1999 | кф  |                                                 | Bangers                                            | Джулі-Енн                     |
| 1999 | ф   | Ідеальний чоловік                               | An Ideal Husband                                   | Леді Гертруда Чілтерн         |
| 1999 | ф   | Керуючи польотами                               | Pushing Tin                                        | Конні Фальцоне                |
| 1999 | ф   | Із широко заплющеними очима                     | Eyes Wide Shut                                     | таємнича жінка                |
| 1999 | ф   | Талановитий містер Ріплі                        | The Talented Mr. Ripley                            | Мередіт Лог                   |
| 2000 | ф   | Людина, яка плакала                             | The Man Who Cried                                  | Лола                          |
| 2000 | ф   | Дар                                             | The Gift                                           | Аннабель Вілсон               |
| 2001 | ф   | Корабельні новини                               | The Shipping News                                  | Петал Беар                    |
| 2001 | ф   | Шарлотта Грей                                   | Charlotte Gray                                     | Шарлотта Грей                 |
| 2001 | ф   | Бандити                                         | Bandits                                            | Кейт Вілер                    |
| 2001 | ф   | Володар Перснів: Братерство Персня              | The Lord of the Rings: The Fellowship of the Ring  | Ґаладріель                    |
| 2002 | ф   | Володар перснів: Дві вежі                       | The Lord of the Rings: The Two Towers              | Ґаладріель                    |
| 2002 | ф   | Рай                                             | Heaven                                             | Філіппа                       |
| 2003 | ф   | Кава та сигарети                                | Coffee and Cigarettes                              | Кейт / Шеллі                  |
| 2003 | ф   | Полювання на Вероніку                           | Veronica Guerin                                    | Вероніка Герін                |
| 2003 | ф   | Останній рейд                                   | The Missing                                        | Меггі Гілкесон                |
| 2003 | ф   | Володар перснів: Повернення короля              | The Lord of the Rings: The Return of the King      | Ґаладріель                    |
| 2004 | ф   | Водне життя зі Стівом Зіссу                     | The Life Aquatic with Steve Zissou                 | Джейн Вінслетт-Річардсон      |
| 2004 | ф   | Авіатор                                         | The Aviator                                        | Кетрін Хепберн                |
| 2005 | ф   | Маленька рибка                                  | Little Fish                                        | Трейсі Харт                   |
| 2005 | ф   | Історії загублених душ                          | Stories of Lost Souls                              | Джулі-Енн                     |
| 2006 | ф   | Вавилон                                         | Babel                                              | Сьюзен                        |
| 2006 | ф   | Добрий німець                                   | The Good German                                    | Ліна Брандт                   |
| 2006 | ф   | Скандальний щоденник                            | Notes on a Scandal                                 | Шеба Харт                     |
| 2007 | ф   | Круті фараони                                   | Hot Fuzz                                           | Жаннін (камео)                |
| 2007 | ф   | Єлизавета: Золотий вік                          | Elizabeth: The Golden Age                          | Єлизавета I                   |
| 2007 | ф   | Мене там немає                                  | I'm Not There                                      | Боб Ділан                     |
| 2008 | ф   | Індіана Джонс і королівство кришталевого черепа | Indiana Jones and the Kingdom of the Crystal Skull | Ірина Спалько                 |
| 2008 | ф   | Загадкова історія Бенджаміна Баттона            | The Curious Case of Benjamin Button                | Дейзі                         |
| 2008 | а   | Рибка Поньо на кручі                            | 崖の上のポニョ                                     | морська богиня (англ. дубляж) |
| 2010 | ф   | Робін Гуд                                       | Robin Hood                                         | Леді Меріан                   |
| 2011 | ф   | Ганна                                           | Hanna                                              | Марісса Віглер                |
| 2012 | ф   | Хоббіт: Несподівана подорож                     | The Hobbit: An Unexpected Journey                  | Ґаладріель                    |
| 2013 | док |                                                 | Journey to the South Pacific                       | оповідачка                    |
| 2013 | ф   | Жасмин                                          | Blue Jasmine                                       | Жанетт «Жасмин» Френсіс       |
| 2013 | ф   | Перетворення                                    | The Turning                                        | Гейл Ленг                     |
| 2013 | ф   | Хоббіт: Пустка Смога                            | The Hobbit: The Desolation of Smaug                | Ґаладріель                    |
| 2014 | ф   | Мисливці за скарбами                            | Monuments Men                                      | Клер Сімон                    |
| 2014 | мф  | Як приборкати дракона 2                         | How To Train Your Dragon 2                         | Валка (озвучка)               |
| 2014 | ф   | Хоббіт: Битва п'яти воїнств                     | The Hobbit: The Battle of the Five Armies          | Ґаладріель                    |
| 2015 | ф   | Лицар кубків                                    | Knight of Cups                                     | Ненсі                         |
| 2015 | ф   | Попелюшка                                       | Cinderella                                         | леді Тремейн                  |
| 2015 | ф   | Керол                                           | Carol                                              | Керол Ейрд                    |
| 2015 | ф   | Правда                                          | Truth                                              | Мері Мейпс                    |
| 2015 | ф   | Маніфесто                                       | Manifesto                                          | різні ролі                    |
| 2016 | док | Мандрівка часу                                  | Voyage of Time                                     | оповідачка                    |
| 2017 | ф   | Пісня за піснею                                 | Song to Song                                       | Аманда                        |
| 2017 | ф   | Тор 3: Раґнарок                                 | Thor: Ragnarok                                     | Хела                          |
| 2018 | ф   | Вісім подруг Оушена                             | Ocean's Eight                                      | Лу                            |
| 2018 | ф   | Книга джунглів: Початок                         | Jungle Book: Origins                               | Каа (озвучка)                 |
| 2018 | ф   | Будинок з годинником у стінах                   | The House with a Clock in Its Walls                | місіс Ціммерман               |
| 2019 | мф  | Як приборкати дракона 3                         | How To Train Your Dragon 3                         | Валка (озвучка)               |
| 2019 | ф   | Де ти поділась, Бернадетт?                      | Where'd You Go, Bernadette                         | Бернадетт Фокс                |
| 2020 | кф  |                                                 | Sweet Tooth                                        | оповідачка                    |
| 2021 | ф   | Алея жаху                                       | Nightmare Alley                                    | доктор Ліліт Ріттер           |
| 2021 | ф   | Не дивися вгору                                 | Don't Look Up                                      | Брі Еванті                    |
| 2022 | ф   | Тар                                             | Tár                                                | Лідія Тар                     |
| 2022 | мф  | Піноккіо                                        | Pinocchio                                          | Спрезатура (озвучка)          |
| 2022 | ф   | Школа добра і зла                               | The School for Good and Evil                       | казкарка (озвучка)            |
| 2024 | ф   | Бордерлендс                                     | Borderlands                                        | Ліліт                         |
| 2025 | ф   | Операція «Чорний кейс»                          | Black Bag                                          | Кетрін                        |
|      | ф   | Батько, мати, сестра, брат                      | Father, Mother, Sister, Brother                    |                               |

### Телебачення
| Рік  |    | Українська назва             | Оригінальна назва | Роль                                                 |
| ---- | -- | ---------------------------- | ----------------- | ---------------------------------------------------- |
| 1993 | с  | Поліцейський загін порятунку | Police Rescue     | місіс Хейнс (Епізод: "The Loaded Boy")               |
| 1994 | с  |                              | Heartland         | Елізабет Ештон (12 епізодів)                         |
| 1994 | с  |                              | G.P.              | Джені Морріс (Епізод: "Natural Selection")           |
| 1995 | с  |                              | Bordertown        | Б'янка (10 епізодів)                                 |
| 2012 | мс | Сім'янин                     | Family Guy        | Пенелопа / Єлизавета II (голос, 2 епізоди)           |
| 2014 | с  |                              | Rake              | Клариса Грін (3 епізоди)                             |
| 2019 | с  |                              | Documentary Now!  | Ізабелла Барта (Епізод: "Waiting for the Artist")    |
| 2020 | с  | Без громадянства             | Stateless         | Пет Мастерс (6 епізодів)                             |
| 2020 | с  | Місіс Америка                | Mrs. America      | Філліс Шлефлі (9 епізодів)                           |
| 2020 | мс | Сімпсони                     | The Simpsons      | Елейн Вульф (Епізод: "The Way of the Dog")           |
| 2024 | с  | Дисклеймер                   | Disclaimer        | Кетрін Рейвенскрофт (7 епізодів)                     |
| 2025 | с  | Гра в кальмара               | 오징어게임        | Американська вербувальниця (фінальна серія 3 сезону) |

## Нагороди та номінації
Повний список див. на IMDb.com
| Нагорода                                | Рік  | Категорія                                         | Робота                               | Результат |
| --------------------------------------- | ---- | ------------------------------------------------- | ------------------------------------ | --------- |
| Оскар                                   | 1999 | Найкраща жіноча роль                              | Єлизавета                            | Номінація |
| Оскар                                   | 2005 | Найкраща жіноча роль другого плану                | Авіатор                              | Перемога  |
| Оскар                                   | 2007 | Найкраща жіноча роль другого плану                | Скандальний щоденник                 | Номінація |
| Оскар                                   | 2008 | Найкраща жіноча роль другого плану                | Мене там немає                       | Номінація |
| Оскар                                   | 2008 | Найкраща жіноча роль                              | Єлизавета: Золотий вік               | Номінація |
| Оскар                                   | 2014 | Найкраща жіноча роль                              | Жасмин                               | Перемога  |
| Оскар                                   | 2016 | Найкраща жіноча роль                              | Керол                                | Номінація |
| Оскар                                   | 2023 | Найкраща жіноча роль                              | Тар                                  | Номінація |
| БАФТА                                   | 1999 | Найкраща жіноча роль                              | Єлизавета                            | Перемога  |
| БАФТА                                   | 2000 | Найкраща жіноча роль другого плану                | Талановитий містер Ріплі             | Номінація |
| БАФТА                                   | 2005 | Найкраща жіноча роль другого плану                | Авіатор                              | Перемога  |
| БАФТА                                   | 2008 | Найкраща жіноча роль другого плану                | Мене там немає                       | Номінація |
| БАФТА                                   | 2008 | Найкраща жіноча роль                              | Єлизавета: Золотий вік               | Номінація |
| БАФТА                                   | 2014 | Найкраща жіноча роль                              | Жасмин                               | Перемога  |
| БАФТА                                   | 2016 | Найкраща жіноча роль                              | Керол                                | Номінація |
| БАФТА                                   | 2023 | Найкраща жіноча роль                              | Тар                                  | Перемога  |
| Золотий глобус                          | 1999 | Найкраща жіноча роль — драма                      | Єлизавета                            | Перемога  |
| Золотий глобус                          | 2002 | Найкраща жіноча роль — комедія або мюзикл         | Бандити                              | Номінація |
| Золотий глобус                          | 2004 | Найкраща жіноча роль — драма                      | Полювання на Вероніку                | Номінація |
| Золотий глобус                          | 2005 | Найкраща жіноча роль другого плану                | Авіатор                              | Номінація |
| Золотий глобус                          | 2007 | Найкраща жіноча роль другого плану                | Скандальний щоденник                 | Номінація |
| Золотий глобус                          | 2008 | Найкраща жіноча роль другого плану                | Мене там немає                       | Перемога  |
| Золотий глобус                          | 2008 | Найкраща жіноча роль — драма                      | Єлизавета: Золотий вік               | Номінація |
| Золотий глобус                          | 2014 | Найкраща жіноча роль — драма                      | Жасмин                               | Перемога  |
| Золотий глобус                          | 2016 | Найкраща жіноча роль — драма                      | Керол                                | Номінація |
| Золотий глобус                          | 2020 | Найкраща жіноча роль другого плану                | Де ти поділась, Бернадетт?           | Номінація |
| Золотий глобус                          | 2021 | Найкраща жіноча роль у мінісеріалі або телефільмі | Місіс Америка                        | Номінація |
| Золотий глобус                          | 2023 | Найкраща жіноча роль — драма                      | Тар                                  | Перемога  |
| Еммі                                    | 2020 | Найкраща жіноча роль у мінісеріалі або телефільмі | Місіс Америка                        | Номінація |
| Премія Гільдії кіноакторів США          | 1999 | Найкраща жіноча роль                              | Єлизавета                            | Номінація |
| Премія Гільдії кіноакторів США          | 2002 | Найкраща жіноча роль другого плану                | Бандити                              | Номінація |
| Премія Гільдії кіноакторів США          | 2002 | Найкращий акторський склад у фільмі               | Володар перснів: Братерство персня   | Номінація |
| Премія Гільдії кіноакторів США          | 2003 | Найкращий акторський склад у фільмі               | Володар перснів: Дві вежі            | Номінація |
| Премія Гільдії кіноакторів США          | 2004 | Найкращий акторський склад у фільмі               | Володар перснів: Повернення короля   | Перемога  |
| Премія Гільдії кіноакторів США          | 2005 | Найкраща жіноча роль другого плану                | Авіатор                              | Перемога  |
| Премія Гільдії кіноакторів США          | 2007 | Найкраща жіноча роль другого плану                | Скандальний щоденник                 | Номінація |
| Премія Гільдії кіноакторів США          | 2007 | Найкращий акторський склад у фільмі               | Вавилон                              | Номінація |
| Премія Гільдії кіноакторів США          | 2008 | Найкраща жіноча роль другого плану                | Мене там немає                       | Номінація |
| Премія Гільдії кіноакторів США          | 2008 | Найкраща жіноча роль                              | Єлизавета: Золотий вік               | Номінація |
| Премія Гільдії кіноакторів США          | 2009 | Найкращий акторський склад у фільмі               | Загадкова історія Бенджаміна Баттона | Номінація |
| Премія Гільдії кіноакторів США          | 2014 | Найкраща жіноча роль                              | Жасмин                               | Перемога  |
| Премія Гільдії кіноакторів США          | 2016 | Найкраща жіноча роль                              | Керол                                | Номінація |
| Премія Гільдії кіноакторів США          | 2021 | Найкраща жіноча роль у мінісеріалі або телефільмі | Місіс Америка                        | Номінація |
| Премія Гільдії кіноакторів США          | 2022 | Найкраща жіноча роль другого плану                | Алея жаху                            | Номінація |
| Премія Гільдії кіноакторів США          | 2022 | Найкращий акторський склад у фільмі               | Не дивіться вгору                    | Номінація |
| Премія Гільдії кіноакторів США          | 2023 | Найкраща жіноча роль                              | Тар                                  | Номінація |
| Супутник                                | 1999 | Найкраща жіноча роль — драма                      | Єлизавета                            | Перемога  |
| Супутник                                | 2000 | Найкраща жіноча роль другого плану                | Ідеальний чоловік                    | Номінація |
| Супутник                                | 2002 | Найкраща жіноча роль — драма                      | Шарлотта Грей                        | Номінація |
| Супутник                                | 2005 | Найкраща жіноча роль другого плану                | Авіатор                              | Номінація |
| Супутник                                | 2007 | Найкраща жіноча роль другого плану                | Скандальний щоденник                 | Номінація |
| Супутник                                | 2008 | Найкраща жіноча роль — драма                      | Мене там немає                       | Номінація |
| Супутник                                | 2014 | Найкраща жіноча роль — драма                      | Жасмин                               | Перемога  |
| Супутник                                | 2016 | Найкраща жіноча роль — драма                      | Керол                                | Номінація |
| Супутник                                | 2021 | Найкраща жіноча роль у мінісеріалі або телефільмі | Місіс Америка                        | Перемога  |
| Кінопремія «Вибір критиків»             | 1999 | Найкраща акторка                                  | Єлизавета                            | Перемога  |
| Кінопремія «Вибір критиків»             | 2004 | Найкращий акторський склад                        | Володар перснів: Повернення короля   | Перемога  |
| Кінопремія «Вибір критиків»             | 2005 | Найкращий акторський склад                        | Водне життя зі Стівом Зіссу          | Номінація |
| Кінопремія «Вибір критиків»             | 2005 | Найкраща акторка другого плану                    | Авіатор                              | Номінація |
| Кінопремія «Вибір критиків»             | 2007 | Найкраща акторка другого плану                    | Скандальний щоденник                 | Номінація |
| Кінопремія «Вибір критиків»             | 2007 | Найкращий акторський склад                        | Вавилон                              | Номінація |
| Кінопремія «Вибір критиків»             | 2008 | Найкраща акторка другого плану                    | Мене там немає                       | Номінація |
| Кінопремія «Вибір критиків»             | 2008 | Найкраща акторка                                  | Єлизавета: Золотий вік               | Номінація |
| Кінопремія «Вибір критиків»             | 2009 | Найкраща акторка                                  | Загадкова історія Бенджаміна Баттона | Номінація |
| Кінопремія «Вибір критиків»             | 2009 | Найкращий акторський склад                        | Загадкова історія Бенджаміна Баттона | Номінація |
| Кінопремія «Вибір критиків»             | 2014 | Найкраща акторка                                  | Жасмин                               | Перемога  |
| Кінопремія «Вибір критиків»             | 2016 | Найкраща акторка                                  | Керол                                | Номінація |
| Кінопремія «Вибір критиків»             | 2023 | Найкраща акторка                                  | Тар                                  | Перемога  |
| Вибір телевізійних критиків             | 2021 | Найкраща жіноча роль у мінісеріалі або телефільмі | Місіс Америка                        | Номінація |
| Венеційський міжнародний кінофестиваль  | 2007 | Кубок Вольпі за найкращу жіночу роль              | Мене там немає                       | Перемога  |
| Венеційський міжнародний кінофестиваль  | 2022 | Кубок Вольпі за найкращу жіночу роль              | Тар                                  | Перемога  |
| Премія Асоціації телевізійних критиків  | 2020 | Індивідуальні досягнення в драмі                  | Місіс Америка                        | Номінація |
| Сатурн                                  | 2001 | Найкраща кіноакторка                              | Дар                                  | Номінація |
| Сатурн                                  | 2004 | Найкраща кіноакторка                              | Останній рейд                        | Номінація |
| Сатурн                                  | 2007 | Найкраща кіноакторка другого плану                | Скандальний щоденник                 | Номінація |
| Сатурн                                  | 2009 | Найкраща кіноакторка                              | Загадкова історія Бенджаміна Баттона | Номінація |
| Сатурн                                  | 2022 | Найкраща кіноакторка                              | Алея жаху                            | Номінація |
| Національна рада кінокритиків США       | 2001 | Найкраща жіноча роль другого плану                | Володар перснів: Братерство персня   | Перемога  |
| Національна рада кінокритиків США       | 2001 | Найкраща жіноча роль другого плану                | Людина, яка плакала                  | Перемога  |
| Національна рада кінокритиків США       | 2001 | Найкраща жіноча роль другого плану                | Корабельні новини                    | Перемога  |
| Національна рада кінокритиків США       | 2003 | Найкращий акторський склад                        | Володар перснів: Повернення короля   | Перемога  |
| Премія Лондонського гуртка кінокритиків | 1999 | Найкраща акторка року                             | Єлизавета                            | Перемога  |
| Премія Лондонського гуртка кінокритиків | 2014 | Найкраща акторка року                             | Жасмин                               | Перемога  |
| Премія Лондонського гуртка кінокритиків | 2016 | Найкраща акторка року                             | Керол                                | Номінація |
| Премія Лондонського гуртка кінокритиків | 2023 | Найкраща акторка року                             | Тар                                  | Перемога  |
| Тоні                                    | 2017 | Найкраща жіноча роль у виставі                    | Безбатченківщина                     | Номінація |